# スペクトルデータベース
スペクトルデータベースは化学データベースの1つ。分光法において、既知試料のスペクトルをデータベース (DB) として蓄え未知試料のスペクトルから検索するシステムを備えれば、その未知試料の同定ができる。使用者が自分のコンピューター上にデータベースを置いて使用するインハウス型とデータベース提供者のコンピューターにアクセスして使用するオンライン型とがある。オンライン型にはインターネット経由で利用できるものもある。
質量スペクトルのように線スペクトルとなることが多い場合はピークの位置と強度のみをデータとして保存するのが一般的で、そうすることにより少ないデータ容量で十分な解析ができる。だが赤外分光法のように測定した全周波数範囲にわたり幅広いピークが重なって出現するスペクトルでは、測定範囲の全点の強度を保存するフルスペクトルデータベースの方が有用性が高い。

## 具体例
- 質量スペクトル — EI-MSの開裂パターンをピークデータとしたものがほとんど。GC-MSのように膨大なデータの得られる測定ではDB検索が必須であり、測定装置に付属していることが多い。
- 赤外分光法 — フルスペクトルと検索用のピークデータを持つものが多い。後述のデータベース提供者によるものや測定装置に付属のものなどがある。
- 13C NMR — 化学シフトをピークデータとしたものがほとんど。スペクトルと有機分子の構造との相関が非常に強いので、測定試料の推定構造からスペクトルを予測し実測スペクトルと比較することで、DBに含まれない有機分子の構造推定が可能である。後述のサトラーやACDのデータベースはこのスペクトル予測機能 (prediction) を備えている。
- 1H NMR — 化学シフトをピークデータとしたものや、それにフルスペクトルを追加したものがある。フルスペクトルは測定磁場により大きく変化し、測定磁場は測定装置により異なるので、フルスペクトルだけでは検索などに使いにくい。
- 粉末X線回折 — 主に無機化合物の同定に使われる。測定装置に付属していることが多い。

## 主なスペクトルデータベース提供者
- NIST Standard Reference Database — アメリカ国立標準技術研究所 (National Institute of Standards and Technology, NIST) 作成のデータベース。
- サトラー (Sadtler) — IRデータ集では伝統のある会社だったが現在はバイオ・ラッド社の一部門である。有機化合物、無機化合物、混合物など多くの試料のIRデータがある。
- Advanced Chemistry Development (ACD) — 有機分析関連の多くのデータベースやソフトを販売している。
- SDBS — 産業技術総合研究所作成のデータベース。質量スペクトル、IR、ラマン分光、13C NMR、1H NMR、ESRの6種の分光スペクトルのDBに無料アクセスできる。
- 高分子データベース (Polyinfo) — 高分子の種々のデータベースだがNMRスペクトルデータも含む。
- 化学情報協会 — 結晶構造DBやNQR-DBを販売している。